# Alvaredo
Alvaredo ist eine portugiesische Gemeinde (Freguesia) im Concelho Melgaço.
Die Freguesia liegt im nordwestlichen Bereich des Concelhos. Im Osten grenzt die Freguesia Paderne an, im Süden und Westen die Freguesia Penso. Im Norden bildet der Fluss Minho die portugiesische Staatsgrenze zu Spanien.
Der Ort war Kuratie von São Fins, der Gesellschaft Jesus und später der Universität Coimbra, bevor er schließlich eigenständig wurde. Bis 1855 gehörte er zum alten Concelho Valadares.
Schutzheiliger der Gemeinde ist St. Martin.

## Bauwerke
- Pfarrkirche São Martinho
- Alto de São João
- Capela de São João
- Capela de São Brás
- Adega Quintas de Melgaço
- Margens de Rio Minho
- Monte do Barbeito